# 格列戈斯
格列戈斯，是西班牙阿拉贡自治区特鲁埃尔省的一个市镇。总面积32平方公里，总人口136人（2001年），人口密度4人/平方公里。